# Bob Latz
Pour les articles homonymes, voir Latz.
Robert Latz (15 juillet 1930-19 avril 2022), est un homme politique américain au Minnesota
Il siège à la Chambre des représentants du Minnesota pour le 35e district de 1959 à 1962 et pour le 39e district de 1963 à 1966. Il est procureur et assistant procureur-général du Minnesota de 1955 à 1958,.
Latz meurt en avril 2022 à l'âge de 91 ans. Sa dépouille repose au Temple Israel Memorial Park de Minneapolis.